# Jet Greaves
Calvin "Jet" Greaves, född 30 mars 2001, är en kanadensisk professionell ishockeymålvakt som är kontrakterad till Columbus Blue Jackets i National Hockey League (NHL) och spelar för Cleveland Monsters i American Hockey League (AHL).
Han har tidigare spelat för Kalamazoo Wings i ECHL och Barrie Colts i Ontario Hockey League (OHL).
Greaves blev aldrig NHL-draftad.